# Tonda, Slávka a kouzelné světlo
Tonda, Slávka a kouzelné světlo je český animovaný film režiséra Filipa Pošivače z roku 2023 natočený stop motion animací. Na základě námětu Filipa Pošivače napsala scénář spisovatelka Jana Šrámková.

## Příběh
Vypráví o jedenáctiletém Tondovi, který od narození vydává světlo. Starostliví rodiče jej drží doma a ukládají mu nosit masku. Brzy se ale do jednoho z bytů v domě nastěhuje Slávka, která se s Tondou skamarádí. Oba se snaží přijít na kloub tajemství majitele domu, ale také tajemné bytosti, která sídlí ve sklepě.

## Uvedení
Světovou premiéru měl film na filmovém festivalu ve Zlíně. Na Mezinárodním festivalu animovaného filmu v Annecy zvítězil v kategorii Contrechamps.

## Obsazení
| Michael Polák          | Tonda                      |
| Antonie Barešová       | Slávka                     |
| Ivana Uhlířová         | Tondova matka, paní Šímová |
| Matěj Hádek            | Tondův otec, pan Šíma      |
| Jana Plodková          | Slávčina matka             |
| Pavel Nový             | domovník                   |
| Jaroslav Plesl         | Genius loci                |
| Sabina Remundová       | paní Bečková               |
| Eva Holubová           |                            |
| Linda Křišťálová       |                            |
| Kryštof Hádek          |                            |
| Vasil Fridrich         |                            |
| Jaroslava Obermaierová |                            |
| Filip Pošivač          |                            |
| Martina Hudečková      |                            |
| Jana Zenáhlíková       |                            |
| Jiří Gráf              |                            |

## Recenze
- Rimsy, Moviezone.cz
- Martin Šrajer, Seznam zprávy
- Martin Pleštil, Kinobox